# Congruencia de Mirimanoff
En teoría de números, una congruencia de Mirimanoff es una serie de expresiones en aritmética modular tales que, si se cumplen, conllevan la veracidad del último teorema de Fermat. Ya que el teorema ha sido demostrado, estas expresiones son de significancia histórica, ya que los polinomios de Mirimanoff son interesantes por derecho propio.

## Definición
El n-ésimo polinomio de Mirimanoff para el primo p es
{\displaystyle \phi _{n}(t)=1^{n-1}t+2^{n-1}t^{2}+...+(p-1)^{n-1}t^{p-1}.}
En términos de estos polinomios, si t es uno de estos seis valores: {-X/Y, -Y/X, -X/Z, -Z/X, -Y/Z, -Z/Y} donde Xp+Yp+Zp=0 es una solución al Último teorema de Fermat, entonces
- φp-1(t) ≡ 0 (mod p)
- φp-2(t)φ2(t) ≡ 0 (mod p)
- φp-3(t)φ3(t) ≡ 0 (mod p)

...
- φ(p+1)/2(t)φ(p-1)/2(t) ≡ 0 (mod p)

## Otras congruencias
Mirimanoff también demostró lo siguiente:
- Si un número primo p no divide a uno de los siguientes numeradores de los números de Bernoulli Bp-3, Bp-5, Bp-7 o Bp-9, entonces el primer caso del Último teorema de Fermat, donde p no divide a X, Y or Z en la ecuación Xp+Yp+Zp=0, es cierto.
- Si el primer caso del Último teorema de Fermat no se cumple para el primo p, entonces 3p-1 ≡ 1 (mod p2). Un número primo con esta propiedad es a veces llamado primo de Mirimanoff, en analogía con los números de Wieferich, que son números primos tales que 2p-1 ≡ 1 (mod p2).